# Carinhanha

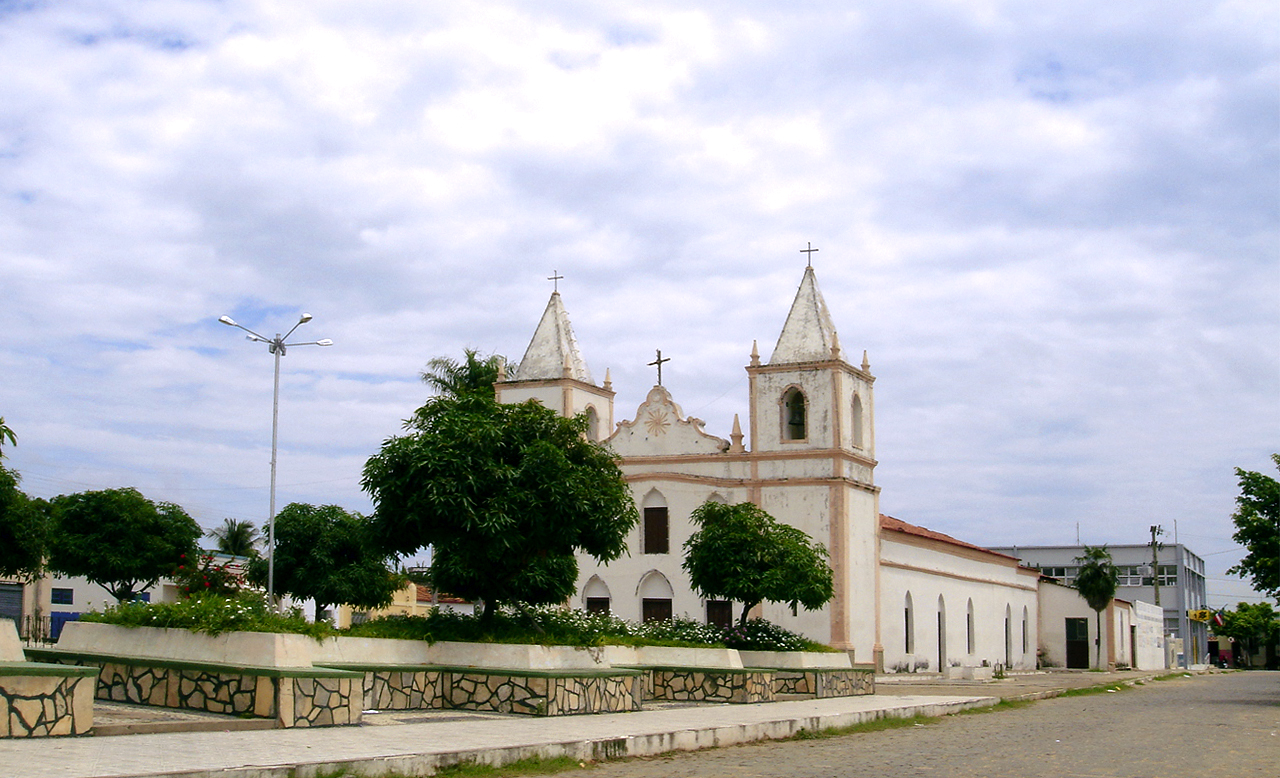
Piața centrală cu biserica

Carinhanha este un oraș în unitatea federativă Bahia (BA) din Brazilia.